# Jesse Puts

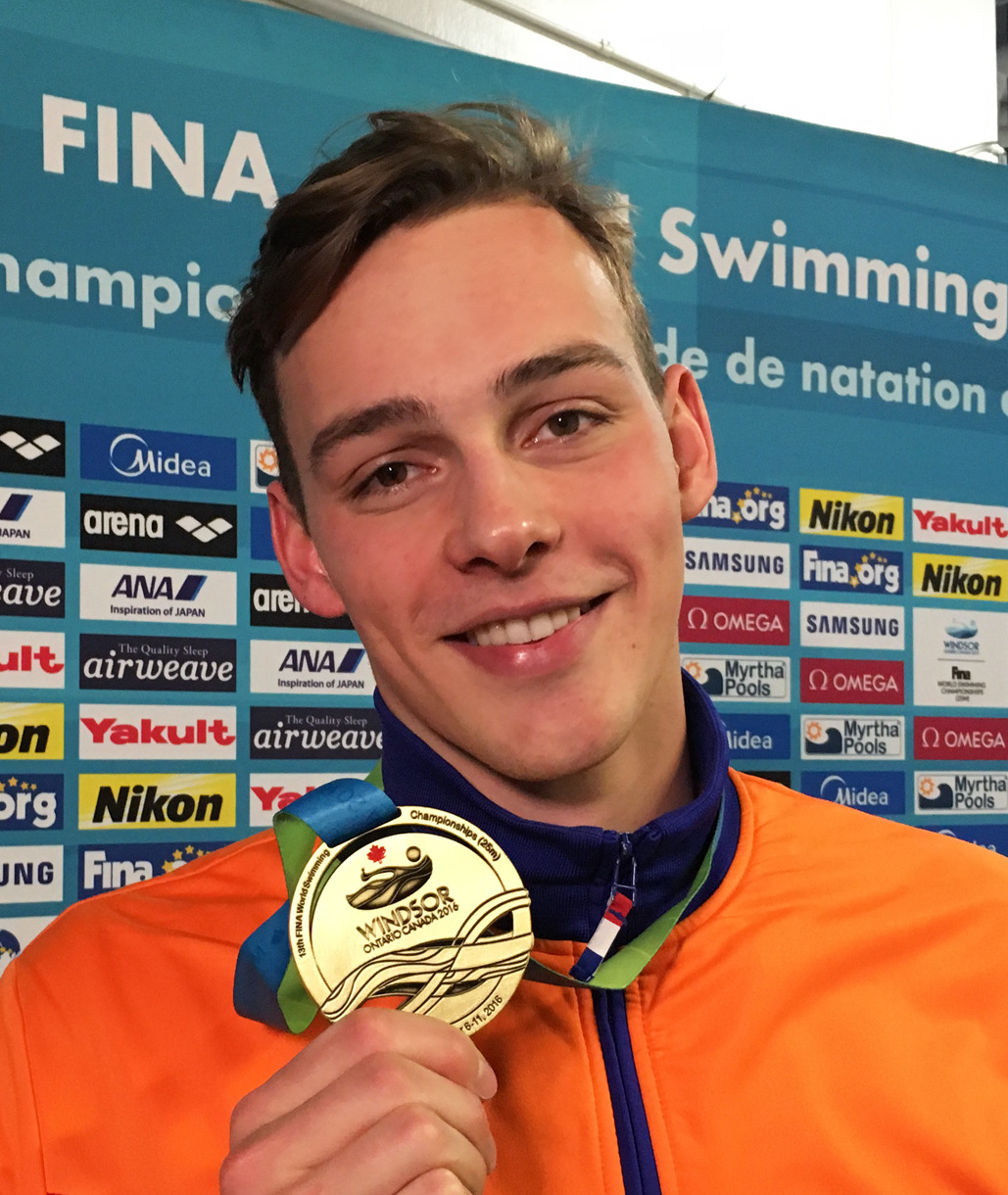
Jesse Puts präsentiert seine Goldmedaille bei den Kurzbahnweltmeisterschaften 2016.

Jesse Peter Puts (* 1. August 1994) ist ein niederländischer Schwimmer. Bis 2024 gewann er auf der Kurzbahn bei Weltmeisterschaften eine Goldmedaille, vier Silbermedaillen und eine Bronzemedaille. Bei Europameisterschaften auf der 50-Meter-Bahn erschwamm er einmal Silber. Auf der 25-Meter-Bahn waren es dreimal Gold, einmal Silber und dreimal Bronze.

## Sportliche Karriere
Puts ist ein Spezialist im Freistilschwimmen und im Rückenschwimmen.

### Die Jahre bis 2016
Bei den Europameisterschaften 2014 in Berlin wurde er Achter über 50 Meter Rücken. Ende 2015 bei den Kurzbahneuropameisterschaften in Netanja wurde er Achter über 50 Meter Freistil. Die 4-mal-50-Meter-Mixed-Lagenstaffel in der Besetzung Jesse Puts, Sébas van Lith, Inge Dekker und Ranomi Kromowidjojo belegte den vierten Platz mit 0,2 Sekunden Rückstand auf die Drittplatzierten. Die 4-mal-50-Meter-Freistilstaffel mit Jesse Puts, Ben Schwietert, Inge Dekker und Ranomi Kromowidjojo gewann die Bronzemedaille hinter den Staffeln aus Australien und aus Russland.
Ein Jahr später bei den Kurzbahnweltmeisterschaften in Windsor siegte die russische 4-mal-50-Meter-Freistilstaffel mit 0,09 Sekunden Vorsprung vor Jesse Puts, Nyls Korstanje, Ranomi Kromowidjojo und Maaike de Waard, die wiederum eine Hundertstelsekunde vor den drittplatzierten Kanadiern anschlugen. Puts siegte über 50 Meter Freistil mit 0,04 Sekunden auf den Russen Wladimir Morosow. Mit der 4-mal-50-Meter-Freistilstaffel der Männer belegte Puts den fünften Platz.

### 2017 bis 2019
2017 bei den Weltmeisterschaften in Budapest schied Puts als 21. der Vorläufe über 50 Meter Freistil aus. Die 4-mal-100-Meter-Freistilstaffel schwamm die zehntbeste Vorlaufzeit. Ende des Jahres bei den Kurzbahneuropameisterschaften 2017 in Kopenhagen belegte Puts zunächst den vierten Platz mit der 4-mal-50-Meter-Freistilstaffel. Über 50 Meter Freistil schied er im Halbfinale aus. Mit der 4-mal-50-Meter-Lagenstaffel erreichte er den siebten Platz. Die 4-mal-50-Meter-Mixed-Freistilstaffel mit Nyls Korstanje, Kyle Stolk, Ranomi Kromowidjojo und Femke Heemskerk gewann den Titel mit 0,14 Sekunden Vorsprung vor dem russischen Quartett und stellte in 1:28,39 Minuten einen neuen Weltrekord auf. Für ihren Einsatz im Vorlauf erhielten auch Jesse Puts, Valerie van Roon und Tamara van Vliet eine Goldmedaille.
Im Jahr darauf bei den Europameisterschaften in Glasgow belegte Puts mit der 4-mal-100-Meter-Freistilstaffel der Männer sowie über 50 Meter Freistil jeweils den sechsten Platz. Ende 2018 bei den Kurzbahnweltmeisterschaften in Hangzhou gewann Puts zwei Silbermedaillen mit Mixed-Staffeln. In der 4-mal-50-Meter-Mixed-Freistilstaffel schwammen im Endlauf Jesse Puts, Stan Pijnenburg, Ranomi Kromowidjojo und Femke Heemskerk auf den zweiten Platz hinter dem US-Quartett. Im Vorlauf waren Kim Busch und Valerie van Roon dabei. In der 4-mal-50-Meter-Mixed-Lagenstaffel waren im Finale Jesse Puts, Ties Elzerman, Ranomi Kromowidjojo und Femke Heemskerk dabei, im Vorlauf wurden Maaike de Waard und Kim Busch eingesetzt. Über 50 Meter Freistil schwamm Puts im Halbfinale zeitgleich mit dem Polen Paweł Juraszek die achtschnellste Zeit, im Swim-Off kam der Pole weiter.
2019 bei den Weltmeisterschaften in Gwangju schied Puts über 50 Meter Freistil im Halbfinale aus. Die Männer-Freistilstaffel und die Männer-Lagenstaffel kam nicht über den Vorlauf hinaus. Die 4-mal-100-Meter-Mixed-Freistilstaffel mit Kyle Stolk, Jesse Puts, Femke Heemskerk und Ranomi Kromowidjojo wurde Sechste. Ende 2019 bei den Kurzbahneuropameisterschaften in Glasgow erschwamm die 4-mal-50-Meter-Lagenstaffel mit Kira Toussaint, Arno Kamminga, Joeri Verlinden und Femke Heemskerk den zweiten Platz hinter dem russischen Team. Jesse Puts erhielt eine Silbermedaille für seinen Vorlaufeinsatz. Über 50 Meter Freistil fehlten Puts als Halbfinalneuntem 0,08 Sekunden zum Finaleinzug.

### Die Jahre ab 2021
Die für 2020 geplanten internationalen Meisterschaften wurden wegen der COVID-19-Pandemie größtenteils nach 2021 verschoben. Im Mai 2021 wurden die eigentlich für 2020 angesetzten Europameisterschaften in Budapest ausgetragen. Puts schied über 50 und 100 Meter Freistil im Vorlauf aus und wurde Achter mit der 4-mal-100-Meter-Freistilstaffel. Die 4-mal-100-Meter-Mixed-Freistilstaffel gewann in der Besetzung Stan Pijnenburg, Jesse Puts, Ranomi Kromowidjojo und Femke Heemskerk Silber hinter dem russischen Quartett. Für ihren Einsatz im Vorlauf erhielten auch Luc Kroon, Marrit Steenbergen und Kim Busch eine Medaille. Zwei Monate später fanden die ebenfalls um ein Jahr verschobenen Olympischen Spiele in Tokio statt. Die 4-mal-100-Meter-Freistilstaffel der Männer mit Nyls Korstanje, Stan Pijnenburg, Thom de Boer und Jesse Puts schied mit der 12. Vorlaufzeit aus. Über 50 Meter Freistil belegte Puts im Halbfinale den 12. Platz.
Im November 2021 bei den Kurzbahneuropameisterschaften in Kasan siegte die 4-mal-50-Meter-Freistilstaffel mit Jesse Puts, Stan Pijnenburg, Kenzo Simons und Thom de Boer mit 0,03 Sekunden Vorsprung vor den Italienern. Die 4-mal-50-Meter-Lagenstaffel mit Stan Pijnenburg, Arno Kamminga, Jesse Puts und Thom de Boer wurde Dritte hinter Italienern und Russen. Über 50 Meter Freistil belegte Puts den sechsten Rang. In der 4-mal-50-Meter-Mixed-Freistilstaffel schwammen im Vorlauf Kenzo Simons, Stan Pijnenburg, Tamara van Vliet und Valerie van Roon die drittschnellste Zeit. Im Endlauf waren Jesse Puts, Thom de Boer, Maaike de Waard und Kim Busch über zwei Sekunden schneller und siegten sicher vor dem italienischen Quartett. Tags darauf erreichte die 4-mal-50-Meter-Mixed-Lagenstaffel mit Kira Toussaint, Arno Kamminga, Kim Busch und Jesse Puts das Finale mit der zweitschnellsten Vorlaufzeit. Im Endlauf gewannen Kira Toussaint, Arno Kamminga, Maaike de Waard und Thom de Boer und waren dabei fast drei Sekunden eher im Ziel als die Vorlaufstaffel. Im Dezember fanden in Abu Dhabi die Kurzbahnweltmeisterschaften 2021 statt. Die 4-mal-100-Meter-Freistilstaffel mit Stan Pijnenburg, Thom de Boer, Nyls Korstanje und Jesse Puts schlug als Vierte an. Bei den 4-mal-50-Meter-Freistilstaffeln siegten die Italiener vor den Russen. 0,03 Sekunden hinter den Russen erreichten die Niederländer mit Stan Pijnenburg, Jesse Puts, Kenzo Simons und Thom de Boer das Ziel 0,03 Sekunden vor dem US-Team. Die 4-mal-50-Meter-Mixed-Freistilstaffel mit Jesse Puts, Kenzo Simons, Kira Toussaint und Ranomi Kromowidjojo erreichte das Finale mit der drittschnellsten Vorlaufzeit. Im Endlauf waren Puts, Thomas de Boer, Toussaint und Kromowidjojo fast zwei Sekunden schneller als die Vorlaufstaffel und wurden Zweite mit 0,06 Sekunden Rückstand auf das kanadische Quartett.
Im Juni 2022 bei den Weltmeisterschaften in Budapest schied Puts über 50 Meter Freistil im Halbfinale aus. In der 4-mal-100-Meter-Mixed-Freistilstaffel erreichten Stan Pijnenburg, Jesse Puts, Tessa Giele und Marrit Steenbergen den fünften Platz. Im August wurden in Rom die Europameisterschaften ausgetragen. Stan Pijnenburg, Jesse Puts, Luc Kroon und Sean Niewold wurden Fünfte in der 4-mal-100-Meter-Freistilstaffel. Über 50 Meter Freistil war Puts Neuntbester des Halbfinales und verfehlte das Finale um eine Zehntelsekunde.
2023 bei den Kurzbahneuropameisterschaften in Otopeni mit der 4-mal-50-Meter-Freistilstaffel den vierten Platz. Die 4-mal-50-Meter-Lagenstaffel mit Jesse Puts, Caspar Corbeau, Sean Niewold und Kenzo Simons wurde Dritte hinter Italienern und Briten; Thom de Boer erhielt für seinen Einsatz im Vorlauf ebenfalls eine Medaille.